# Mapeamento ambiental
Ambiente é tudo que envolve uma organização. É o contexto na qual ela está inserida. É tão vasto e complexo que é impossível conhecê-lo e compreendê-lo totalmente.  Assim as organizações precisam tatear, explorar e discernir o ambiente, para reduzir a incerteza a seu respeito. Em outros termos a organização precisar mapear seu espaço ambiental. Tal mapeamento não e feito pela organização em sí, mas por pessoas – sujeitas as diferenças individuais – que nela ocupam cargos ou posições destinados a isso.

## Envolve aspectos relacionados à
a)	Seleção ambiental: de acordo com a natureza dos estímulos, as condições da empresa e o que está em jogo.
b)	Percepção ambiental: de acordo com as expectativas, experiências, problemas, convicções e motivações das empresas e dos administradores.
c)	Consonância e dissonância: confirmação, ou não, das percepções, refletindo na manutenção, ou não, do comportamento da empresa.
d)	Limites e fronteiras: identificação de aspectos que ajudam a separar a empresa do seu contexto ambiental.

## Ambiente Geral e de Tarefas
Em função da complexidade, da natureza multivariada e da constante mudanças e  recomendável que se trate o ambiente de acordo com o grau de influencia “micro” ou “operacional”.
a)	Ambiente Geral: e também chamado macro ambiente e é constituído de um conjunto amplo e complexo, de condições e fatores externos que envolvem e influenciam difusamente todas as organizações, é um conjunto de condições genéricas e externas a organização que contribuem de um modo geral para tudo aquilo que ocorre em cada organização, para as estratégias adotadas e para as conseqüências das ações organizacionais.  Geralmente pode ser constituído das variáveis que não estão associadas ao dia-a-dia da organização: tecnologia, políticas, econômicas, sociais, demográficas e ecológicas.
b)	Ambiente de tarefa: é o contexto ambiental mais próximo da organização que lhe fornece as entradas ou insumos de recursos e informações, bem como a colocação e distribuição de suas saídas ou resultados. O ambiente de tarefa é constituído pelas partes do ambiente que são relevantes ou potencialmente relevantes para a organização poder estabelecer e alcançar seus objetivos. Geralmente constituído de agentes com quem a organização tem uma relação direta no seu dia-a-dia como os consumidores, clientes, usuários, fornecedores, concorrentes e grupos reguladores.